# 科内
科内（法語：Koné，發音：[kɔne]）是法国海外特殊集体新喀里多尼亞北部省的市镇，也是该省省会，面积373.6平方千米，2019年1月1日人口为8,144人。

## 地理
科内（21°4'0"S, 164°52'0"E）面积373.6平方千米，位于法国海外特殊集体新喀里多尼亞。
与科内接壤的市镇（或旧市镇、城区）包括：沃镇、延根、普安迪米耶、普恩布特。
科内的时区为UTC+11:00。

## 行政
科内的邮政编码为98860、98859，INSEE市镇编码为98811。

## 政治
科内的现任市长为蒂埃里·戈韦塞（Thierry Gowecee）先生，任期为2020-2026年。

## 人口
科内于2019年1月1日时的人口数量为8144人。